# سیارک ۶۳۲۱
سیارک ۶۳۲۱ (به انگلیسی: 6321 Namuratakao، نامگذاری:1991BV) شش هزار و سیصد و بیست و یکمین سیارک کشف شده‌است که در ۱۹ ژانویه ۱۹۹۱ کشف شد.
قدر مطلق سیارک برابر ۱۲٫۱۰ است.